# Dig

dig (скраћено од „domain information groper”) је услужни програм (DNS клијент) који обезбеђује кориснику интерфејс командне линије за приступ DNS систему. Омогућава коришћење различитих типова захтева за произвољно одређене сервере. Аналогно је услужном програму nslookup.
Услужни програм dig стандардно долази са BIND DNS сервером.

## Пример
приказује следеће:
```
; <<>> DiG 9.3.2 <<>> @ns.mail.ru mail.ru mx
; (1 server found)
;; global options:  printcmd
;; Got answer:
;; ->>HEADER<<- opcode: QUERY, status: NOERROR, id: 2038
;; flags: qr aa rd; QUERY: 1, ANSWER: 1, AUTHORITY: 6, ADDITIONAL: 7

;; QUESTION SECTION:
;mail.ru.                       IN      MX

;; ANSWER SECTION:
mail.ru.                3600    IN      MX      10 mxs.mail.ru.

;; AUTHORITY SECTION:
mail.ru.                3600    IN      NS      ns5.mail.ru.
mail.ru.                3600    IN      NS      ns4.mail.ru.
mail.ru.                3600    IN      NS      ns.mail.ru.
mail.ru.                3600    IN      NS      ns1.mail.ru.
mail.ru.                3600    IN      NS      ns2.mail.ru.
mail.ru.                3600    IN      NS      ns3.mail.ru.

;; ADDITIONAL SECTION:
mxs.mail.ru.            3600    IN      A       194.67.23.20
ns.mail.ru.             3600    IN      A       194.67.23.130
ns1.mail.ru.            3600    IN      A       194.67.57.103
ns2.mail.ru.            3600    IN      A       194.67.57.104
ns4.mail.ru.            3600    IN      A       194.67.57.4
ns5.mail.ru.            3600    IN      A       194.67.23.232
ns3.mail.ru.            3600    IN      A       194.67.23.17

;; Query time: 109 msec
;; SERVER: 194.67.23.130#53(194.67.23.130)
;; WHEN: Fri Apr 18 18:12:59 2008
;; MSG SIZE  rcvd: 264

```

чиме наводи mk запис за домен mail.ru.